# Hennecke von Plessen

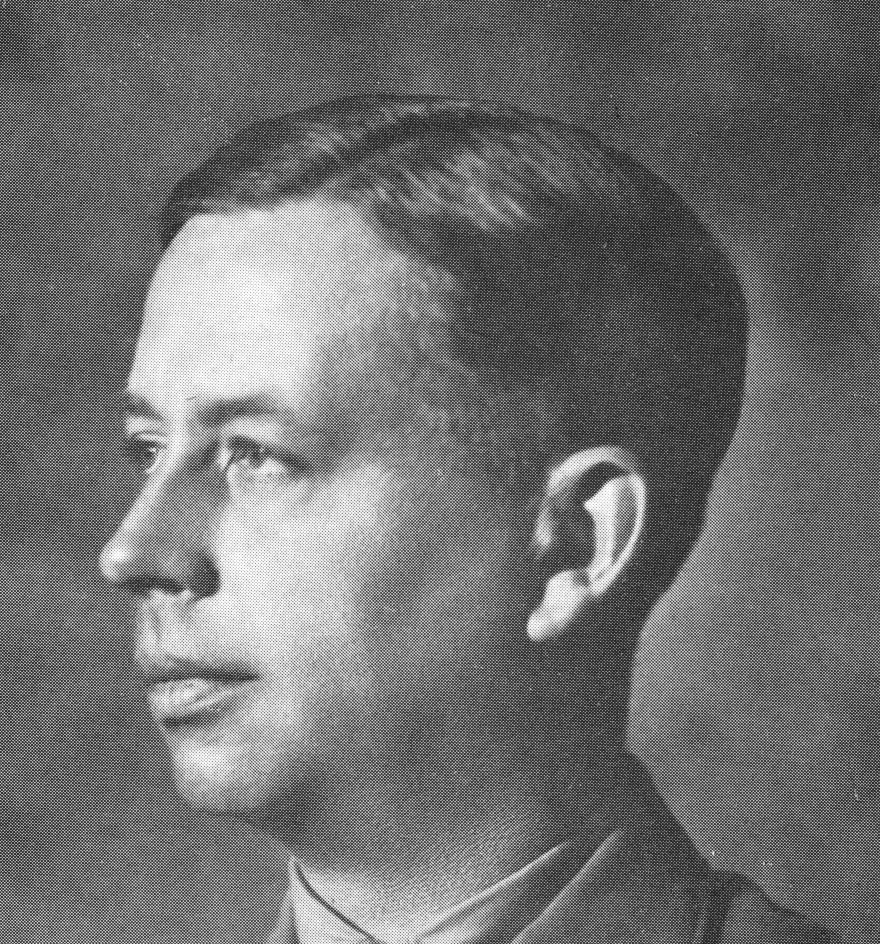
Hennecke von Plessen um 1920

Hennecke von Plessen, weitere Taufnamen: Friedrich Nathanael Ludwig Achim Adolf Ferdinand Helmold Johann August Paul (* 16. August 1894 in Kurzen Trechow; † 3. März 1968 in Essen) war bis 1945 deutscher Geheimdienstoffizier der Wehrmacht, Großgrundbesitzer und Gauwirtschaftsberater der NSDAP in Mecklenburg.

## Leben
Hennecke von Plessen entstammte dem ursprünglich edelfreien mecklenburg-holsteinischen Adelsgeschlecht von Plessen. Seine Eltern waren der Gutsbesitzer zu Kurzen- und Langen Trechow, Major d.R. und zweite Vorsitzende der Herrengesellschaft Mecklenburg, Reimar von Plessen (* 1. Januar 1864 in Reez; † 19. Oktober 1935 Kurzen Trechow) und dessen Ehefrau Johanna, geb. von Voß (* 14. Oktober 1871 in Ahrensberg; † 16. Mai 1957 Niederkleveez). Hennecke von Plessen ehelichte am 31. Januar 1924 die polnische Gräfin Theresa Raczyński; der Ehe entsprang eine Tochter, Maria-Therese (Marita), geboren am 20. Februar 1925 zu Langen Trechow, verstorben am 6. Mai 2014 in Kurzen Trechow.

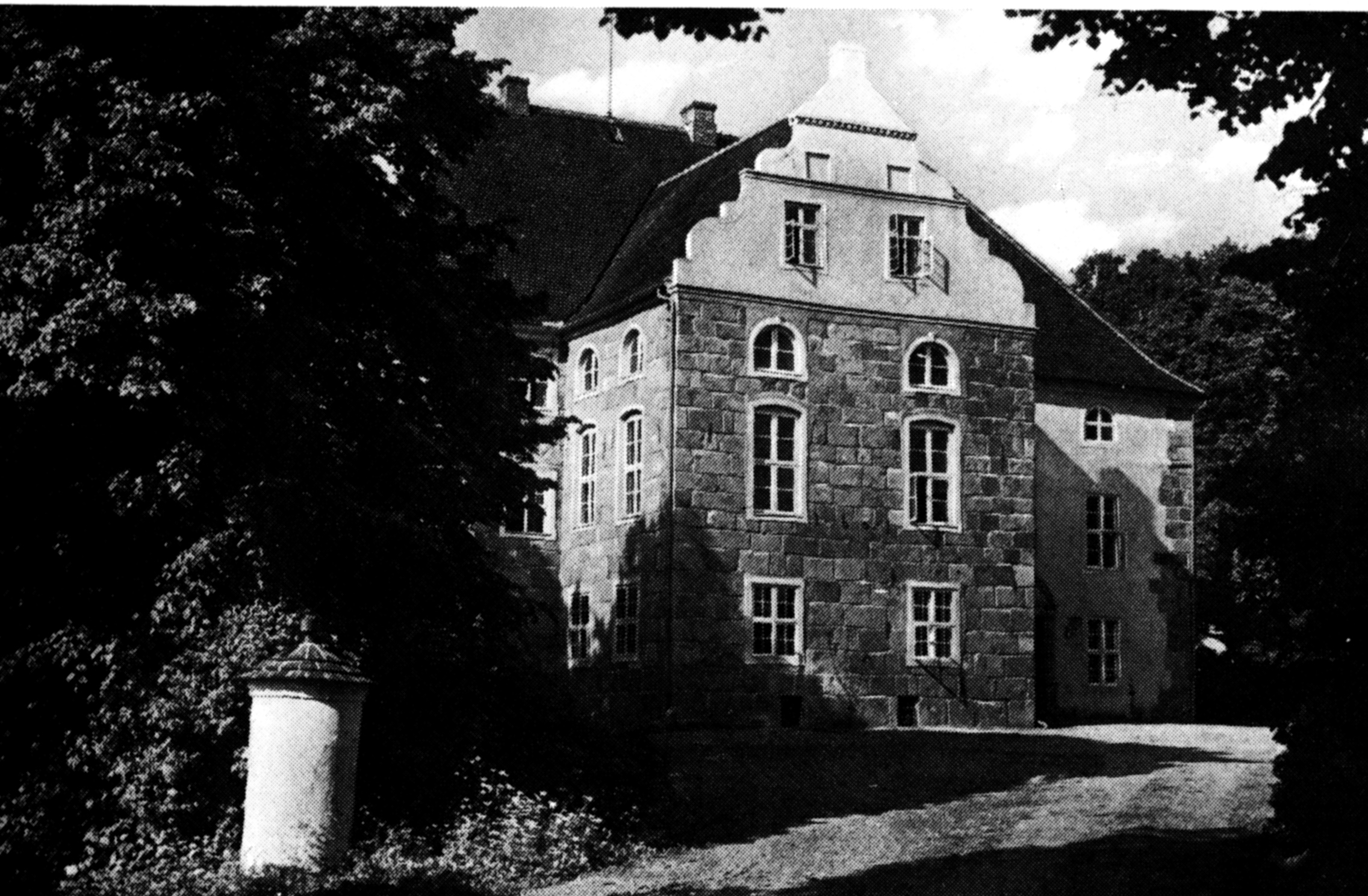
Burg Trechow: Wohnsitz Hennecke von Plessens bis 1945

Hennecke (Henning) von Plessen trat zum 1. Oktober 1931 der NSDAP bei (Mitgliedsnummer 699.262). Er war Gauwirtschaftsberater der Partei in Mecklenburg von 1933 bis 1942. Als solcher war er unter Gauleiter Friedrich Hildebrandt maßgeblich für die Arisierung des jüdischen Privateigentums in Mecklenburg mitverantwortlich. Unter anderem war er in den durch massivsten Druck erzwungenen Verkauf des Kaufhauses Kychenthal am Schweriner Markt nach dem 9. November 1938 involviert, in deren Folge der Senior des Unternehmens Louis Kychenthal 1942 in das Ghetto Theresienstadt deportiert wurde, wo er achtzigjährig am 6. Juni 1943 ums Leben kam. Der Schriftverkehr und die Unterlagen des Gauwirtschaftsberaters Hennecke von Plessen wurden zusammen mit den Akten der Gauleitung im April 1945 vernichtet. In einem zweiten Entnazifizierungsverfahren in Paderborn wurde der Gauwirtschaftsberater der NSDAP im Juli 1949 in die Kategorie V (entlastet) eingestuft. Bis zu seiner Flucht nach Westdeutschland im Jahre 1945 und der Bodenreform in der Sowjetischen Besatzungszone war Hennecke von Plessen Eigentümer des historischen Herrenhauses (vormalige Wasserburg aus dem 12. Jahrhundert) auf seinem Gut zu Kurzen Trechow und Eigentümer des Gutes zu Langen Trechow.
Hennecke von Plessen war Schriftführer und Vorsitzender des Familienverbandes der Plessen. Diese familiären Aufgaben zur Traditionspflege der Plessen hatte er von seinem Vater, dem Nationalsozialisten Reimar von Plessen übernommen, der den Familienverband 1895 gegründet hatte.
Nach der Wiedervereinigung Deutschlands kehrte seine Tochter Maria Therese Schierning mit ihrem Sohn Christian an den vormaligen Familienbesitz in Kurzen Trechow zurück.

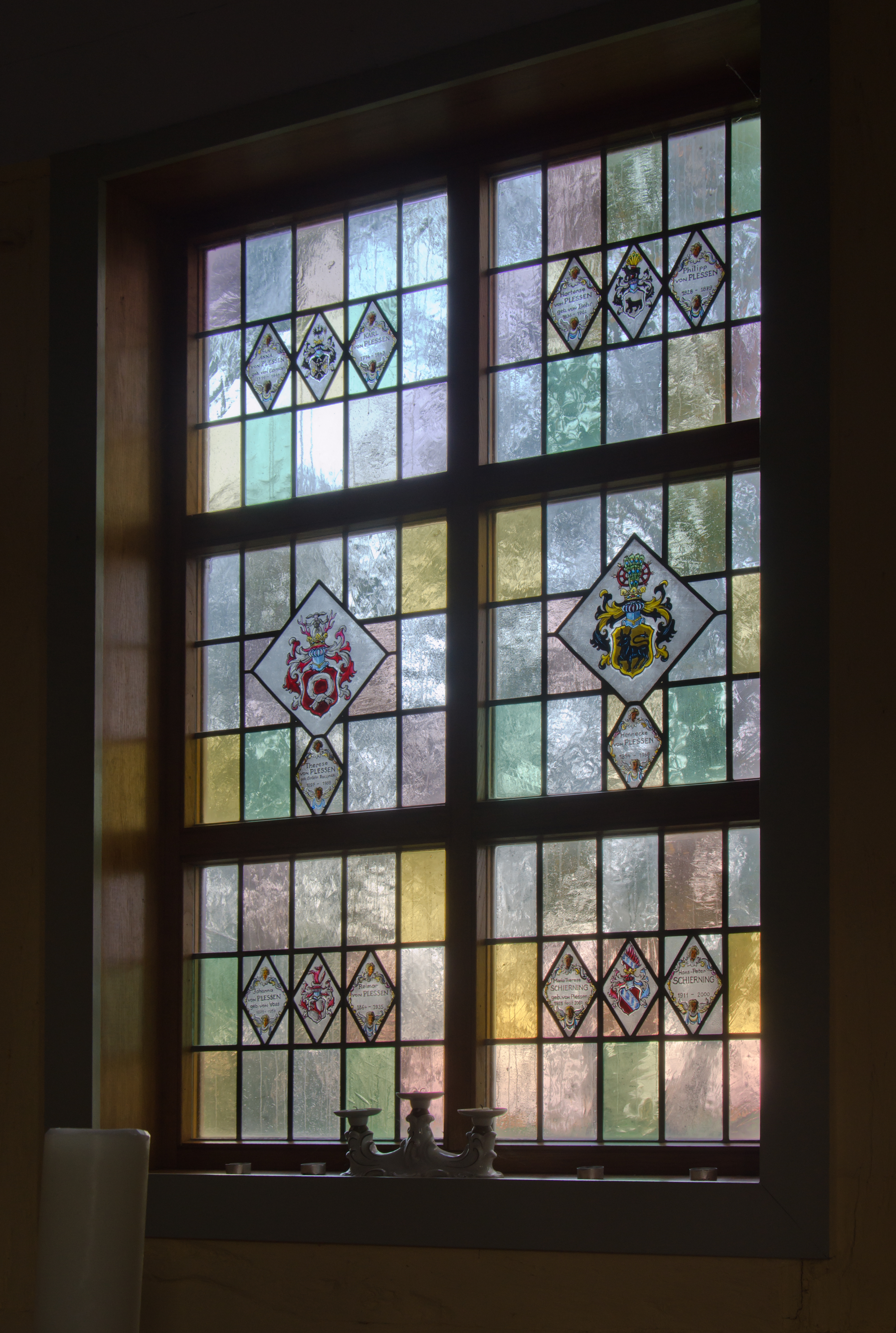
Bleiglasfenster von Plessen

## Trivia
In der Kapelle Langen Trechow, die zur Evangelisch-lutherischen Kirchgemeinde Bützow gehört, ließ Maria Therese Schierning zu ihrem 75. Geburtstag die Bleiglasfenster mit den Wappen und Namen der Patronatsfamilien hinter dem Altar wiederherrichten und vervollständigen, wobei dort auch „Hennecke von Plessen 1894–1968“ verewigt wurde, eingerahmt wie die übrigen Namen von barocken Putten und Ranken.